# Mistrzostwa Świata w Lekkoatletyce 2017 – skok o tyczce mężczyzn
Skok o tyczce mężczyzn – jedna z konkurencji technicznych rozegranych podczas lekkoatletycznych mistrzostw świata na Stadionie Olimpijskim w Londynie.

## Terminarz
| Data       | Godzina |            |
| ---------- | ------- | ---------- |
| 6 sierpnia | 10:40   | Eliminacje |
| 8 sierpnia | 19:35   | Finał      |

## Rekordy
Tabela prezentuje rekord świata, rekordy poszczególnych kontynentów, mistrzostw świata, a także najlepszy rezultat na świecie w sezonie 2017 przed rozpoczęciem mistrzostw.
|                              | Zawodnik          | Wynik | Miejsce        | Data                  |
| ---------------------------- | ----------------- | ----- | -------------- | --------------------- |
| Rekord świata (absolutny)    | Renaud Lavillenie | 6,16  | Donieck        | 15 lutego 2014(dts)   |
| Rekord świata (na stadionie) | Serhij Bubka      | 6,14  | Sestriere      | 31 lipca 1994(dts)    |
| Listy światowe               | Sam Kendricks     | 6,00  | Sacramento     | 24 czerwca 2017(dts)  |
| Rekord mistrzostw świata     | Dmitri Markov     | 6,05  | Edmonton       | 9 sierpnia 2001(dts)  |
| Rekord Afryki                | Okkert Brits      | 6,03  | Kolonia        | 18 sierpnia 1995(dts) |
| Rekord Azji                  | Igor Potapowicz   | 5,92  | Dijon          | 13 czerwca 1992(dts)  |
| Rekord Ameryki Północnej     | Brad Walker       | 6,04  | Eugene         | 8 czerwca 2008(dts)   |
| Rekord Ameryki Południowej   | Thiago Braz       | 6,03  | Rio de Janeiro | 15 sierpnia 2016(dts) |
| Rekord Europy (absolutny)    | Renaud Lavillenie | 6,16  | Donieck        | 15 lutego 2014(dts)   |
| Rekord Europy (na stadionie) | Serhij Bubka      | 6,14  | Sestriere      | 31 lipca 1994(dts)    |
| Rekord Australii i Oceanii   | Dmitri Markov     | 6,05  | Edmonton       | 9 sierpnia 2001(dts)  |

## Minima kwalifikacyjne
Aby zakwalifikować się do mistrzostw, należało wypełnić minimum kwalifikacyjne wynoszące 5,70 (uzyskane w okresie od 1 października 2016 do 23 lipca 2017).

## Rezultaty

### Eliminacje
Awans: 5.75 m (Q) lub 12 najlepszych rezultatów (q).
| Pozycja | Grupa | Zawodnik               | Państwo                       | 5,30 | 5,45 | 5,60 | 5,70 | Wynik | Uwagi |
| ------- | ----- | ---------------------- | ----------------------------- | ---- | ---- | ---- | ---- | ----- | ----- |
| 1       | A     | Renaud Lavillenie      | Francja                       | –    | –    | o    | o    | 5,70  | q     |
| 1       | A     | Piotr Lisek            | Polska                        | o    | o    | o    | o    | 5,70  | q     |
| 3       | B     | Sam Kendricks          | Stany Zjednoczone             | o    | o    | xxo  | o    | 5,70  | q     |
| 4       | B     | Shawnacy Barber        | Kanada                        | o    | o    | o    | xxo  | 5,70  | q     |
| 5       | A     | Axel Chapelle          | Francja                       | xo   | o    | o    | xxo  | 5,70  | q     |
| 5       | A     | Raphael Holzdeppe      | Niemcy                        | –    | o    | xo   | xxo  | 5,70  | q     |
| 7       | B     | Paweł Wojciechowski    | Polska                        | –    | o    | xxo  | xxo  | 5,70  | q     |
| 8       | A     | Armand Duplantis       | Szwecja                       | xxo  | xo   | xo   | xxo  | 5,70  | q     |
| 9       | B     | Arnaud Art             | Belgia                        | o    | o    | o    | xxx  | 5,60  | q     |
| 10      | A     | Xue Changrui           | Chińska Republika Ludowa      | –    | xo   | o    | xxx  | 5,60  | q     |
| 11      | B     | Kurtis Marschall       | Australia                     | o    | xxo  | o    | xxx  | 5,60  | q     |
| 11      | B     | Yao Jie                | Chińska Republika Ludowa      | o    | xxo  | o    | xxx  | 5,60  | q     |
| 13      | B     | Christopher Nilsen     | Stany Zjednoczone             | o    | o    | xo   | xxx  | 5,60  |       |
| 14      | B     | Valentin Lavillenie    | Francja                       | –    | xo   | xo   | xxx  | 5,60  |       |
| 15      | A     | Andrew Irwin           | Stany Zjednoczone             | xxo  | o    | xo   | xxx  | 5,60  |       |
| 16      | A     | Adrián Vallés          | Hiszpania                     | xxo  | xo   | xo   | xxx  | 5,60  |       |
| 17      | A     | Władysław Małychin     | Ukraina                       | xxo  | o    | xxo  | xxx  | 5,60  |       |
| 18      | A     | Jan Kudlička           | Czechy                        | –    | o    | xxx  | z !  | 5,45  |       |
| 18      | B     | Hiroki Ogita           | Japonia                       | o    | o    | xxx  | z !  | 5,45  |       |
| 20      | A     | Germán Chiaraviglio    | Argentyna                     | xo   | o    | xxx  | z !  | 5,45  |       |
| 21      | A     | Emanuil Karalis        | Grecja                        | xxo  | o    | xxx  | z !  | 5,45  |       |
| 22      | A     | Ilja Mudrow            | Autoryzowani Neutralni Atleci | o    | xo   | xxx  | z !  | 5,45  |       |
| 22      | A     | Ivan Horvat            | Chorwacja                     | o    | xo   | xxx  | z !  | 5,45  |       |
| 22      | B     | Kévin Menaldo          | Francja                       | –    | xo   | xxx  | z !  | 5,45  |       |
| 25      | B     | Michal Balner          | Czechy                        | xo   | xxo  | xxx  | z !  | 5,45  |       |
| 26      | A     | Seito Yamamoto         | Japonia                       | o    | xxx  | z !  | z !  | 5,30  |       |
| -       | B     | Igor Bychkov           | Hiszpania                     | xxx  | z !  | z !  | z !  | NH    |       |
| -       | B     | Diogo Ferreira         | Portugalia                    | xxx  | z !  | z !  | z !  | NH    |       |
| -       | B     | Menno Vloon            | Holandia                      | –    | x-   | –    | r    | NH    |       |
| -       | B     | Konstandinos Filipidis | Grecja                        | –    | –    | –    | –    | DNS   |       |

### Finał
| Pozycja | Zawodnik            | Państwo                  | 5,50 | 5,65 | 5,75 | 5,82 | 5,89 | 5,95 | 6,01 | Wynik | Uwagi |
| ------- | ------------------- | ------------------------ | ---- | ---- | ---- | ---- | ---- | ---- | ---- | ----- | ----- |
| 01 !    | Sam Kendricks       | Stany Zjednoczone        | o    | o    | o    | o    | o    | xxo  | xr   | 5,95  |       |
| 02 !    | Piotr Lisek         | Polska                   | o    | xxo  | o    | x-   | o    | xxx  | z !  | 5,89  |       |
| 03 !    | Renaud Lavillenie   | Francja                  | –    | o    | o    | x-   | xo   | xx-  | x    | 5,89  | SB    |
| 4       | Xue Changrui        | Chińska Republika Ludowa | o    | o    | o    | o    | xxx  | z !  | z !  | 5,82  | NR    |
| 5       | Paweł Wojciechowski | Polska                   | o    | o    | xo   | x-   | xx   | z !  | z !  | 5,75  |       |
| 6       | Axel Chapelle       | Francja                  | o    | o    | xxx  | z !  | z !  | z !  | z !  | 5,65  |       |
| 7       | Kurtis Marschall    | Australia                | xo   | o    | xxx  | z !  | z !  | z !  | z !  | 5,65  |       |
| 8       | Shawnacy Barber     | Kanada                   | xo   | xxo  | xxx  | z !  | z !  | z !  | z !  | 5,65  |       |
| 9       | Armand Duplantis    | Szwecja                  | o    | xxx  | z !  | z !  | z !  | z !  | z !  | 5,50  |       |
| -       | Arnaud Art          | Belgia                   | xxx  | z !  | z !  | z !  | z !  | z !  | z !  | NH    |       |
| -       | Raphael Holzdeppe   | Niemcy                   | xxx  | z !  | z !  | z !  | z !  | z !  | z !  | NH    |       |
| -       | Yao Jie             | Chińska Republika Ludowa | xxx  | z !  | z !  | z !  | z !  | z !  | z !  | NH    |       |